# David Alexandre Winter
David Alexandre Winter, pseudoniem van Leon Kleerekoper (Amsterdam, 4 april 1943) is een Nederlands singer-songwriter, die bij het Eurovisiesongfestival 1970 voor Luxemburg aantrad. Zijn dochter Ophélie Winter is in Frankrijk een bekend model, zangeres en tv-presentatrice.

## Biografie
Midden jaren zestig brak hij door als zanger van de band Daddy’s Act en was hij dj bij Radio Veronica en Radio 227, onder de artiestennaam John van Doren. Eind jaren zestig vertrok hij naar Parijs waar hij zijn debuutsingle Oh Lady Mary opnam, overigens een cover van een Turks nummer. Tot zijn grote verrassing werden er een paar miljoen exemplaren van verkocht en stond hij wekenlang op 1 in Frankrijk.
In 1970 ging hij in op het aanbod van de Luxemburgse zender RTL om het land te vertegenwoordigen bij het het Eurosongfestival van dat jaar. Het festival werd in Amsterdam gehouden. Met het Franstalige liedje Je suis tombé du ciel werd hij uiteindelijk laatste met nul punten.
In zijn carrière heeft hij liedjes opgenomen in het Frans, Engels, Nederlands, Duits, Italiaans en Spaans. Zijn tournees brachten hem naar bekende theaters zoals het Bolsjojtheater in Moskou en l’Olympia in Parijs. Hij werd uitgenodigd door Prins Reinier en Prinses Gracia van Monaco om op te treden op het gala van het Rode Kruis en zong ooit voor de Britse koningin Elizabeth.
In 1979 emigreerde David naar de Verenigde Staten. In de buurt van Boston heeft hij een farm, met opnamestudio, waar hij nog af en toe liedjes opnam. In 1993 werd hij geopereerd aan een tumor aan de stembanden. Naast het zingen verdiende hij de kost als autoverkoper.
In 2004 bracht hij een heel persoonlijke single ‘L’étoile du Berger’ uit. Dit lied vertelt over hoe hij en zijn ouders na de oorlog elkaar terugvonden. Winter is namelijk Joods en hij is een van de weinige kinderen die de concentratiekampen hebben overleefd. In datzelfde jaar bracht hij ‘Nostalgie’ uit, een verzamel-cd met zijn 50 grootste hits.
In 2010 trad hij tijdens een tournee weer in Frankrijk op. In 2014 volgde een nieuw album, dat in Nashville was opgenomen.